# Ruta Ho Chi Minh

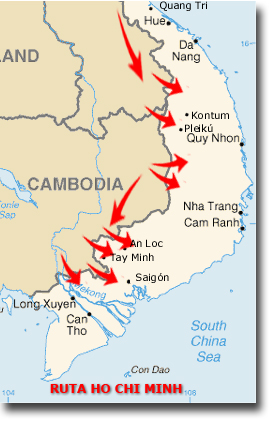
Imagen de la Ruta Ho Chi Minh.

Se denomina Ruta Ho Chi Minh al conjunto de senderos y caminos de 16 000 km de longitud total que discurrían desde Vietnam del Norte hasta distintos puntos de Vietnam del Sur pasando por Laos y Camboya. También conocida como la Carretera de Hanói a la Victoria fue abierta y utilizada por el gobierno de Hanói para enviar suministros a sus fuerzas en el Sur y a la guerrilla del Viet Cong durante la guerra de Vietnam.
Su nombre se debe al antiguo presidente de Vietnam del Norte y uno de los artífices de la independencia del país del dominio francés, el político comunista Hồ Chí Minh.
La ruta discurría por zonas abruptas y resultó de mucha utilidad para mantener operativa la campaña contra el gobierno de Saigón; aunque también se ha exagerado su importancia. En un principio fue una alternativa al abastecimiento por mar; pero cuando la flota estadounidense lo hizo imposible, a mediados y finales de los años 60, la vía terrestre se convirtió en el principal cordón umbilical por donde entraban hombres, municiones, armas, alimentos y medicinas.

## La construcción de la Ruta
Pese a ser la Joya del Imperio Francés las comunicaciones entre el Norte y el Sur eran rudimentarios y ancestrales caminos de montaña. Mejorarlos fue el primer objetivo de Hanói cuando decidió apoyar la rebelión del sur en 1959. Ese año se formó la primera columna de suministros conocido como Grupo 559 que realizó el viaje del norte al sur montando campamentos al final de cada jornada. Estos campamentos consistían en cabañas hábilmente camufladas para ofrecer cobijo y descanso a los porteadores en intervalos regulares. Posteriormente unos 12 de estos campamentos fueron ampliados y acondicionados con instalaciones médicas, de almacenamiento, descanso e incluso huertos para aliviar la presión que las necesidades de los transportistas descasaban sobre los suministros que llevaban.
Con todo y con eso la Ruta no era una carretera o un camino; sino cualquier vía por la selva por donde pudieran pasar personas llevando pesados fardos. Grupos de hombres y mujeres en brigadas especiales adecentaban los caminos o abrían otros nuevos. Se las conocía como Brigadas de Choque de las Juventudes Especiales y en 1964 ya habían conseguido abrir senderos para vehículos de motor. Al principio se tardaban unas 26 semanas en recorrerla; pero al final del conflicto el tiempo se había logrado reducir a 12.
El transporte se realizaba desde Hanói y otras ciudades del Norte por tren y por carretera hasta la frontera con Laos donde se descargaba en camiones, bicicletas o en las espaldas de los porteadores. Una vez cargados comenzaba lo peor. las jornadas resultaban extenuantes, las heridas y llagas por la carga constantes y las enfermedades tropicales hacían estragos. La vietnamita Duong Thi Xuan Quy comentaba en su diario:

Las llagas en al espalda me han dolido toda la noche. No ha sido imposible echarme de espaldas, y ha sido una verdadera tortura dormir de lado. Tenía que mecer la hamaca con frecuencia para aliviar el dolor. No he tomado un baño desde el Puesto I. Me quedaré aquí hasta mañana por la mañana y cruzaré el río a las cuatro...

La disentería causaba un 10% de bajas entre los que transitaban por los caminos. Muchos de los enfermos pedían ser devueltos a sus hogares, pero no se tiene constancia de que se le concediera a ninguno. No obstante la voluntad de seguir mantenía a la mayoría en camino, sirva como ejemplo otra cita del diario anterior:

Nunca me rendiré.

## Cortar la ruta
Estados Unidos trató de cortar esa vía de suministros empleando su enorme poder aéreo en bombardeos masivos. Inicialmente el objetivo era llenar las vías de agujeros y socavones para hacerla impracticable; sin embargo los vietnamitas siempre encontraban una forma de bordear los obstáculos creados, esto demostró lo inútil que puede ser el poder aéreo solo, por muy grande que este sea. Tras un bombardeo jóvenes zapadores y el pequeño ejército formado por las Brigadas de Choque trabajaba sin descanso para lograr abrir una línea más o menos continua entre los cráteres, a veces apoyados por maquinaria china y soviética; pero generalmente con picos y palas; además cualquier posible blanco era camuflado o desmantelado. Así Duong Thi escribía 

Me levanto a las dos de la mañana. La luna está oculta por las nubes. Cruzamos el puente de pontones del río Sepon. Los pontones serán desmontados antes del amanecer.

Al mismo tiempo que se llevaban a cabo estos bombardeos distintos tipos de aviones, incluidos los de hélices, trataban de localizar y destruir los convoyes que discurrían por la Ruta; pero la tarea resultaba muy difícil dentro de la jungla y en muchas ocasiones las caravanas iban escoltadas por piezas antiaéreas que se cobraron varios aviones. Así se ha calculado que se lograba un muerto cada 300 bombas, incluidas las lanzadas por los B-52.
En los años setenta la tecnología de guiado fue mejorada y aparecieron las bombas inteligentes que fueron incorporadas al arsenal para tratar de destruir los puentes y líneas férreas de Vietnam del Norte que desembocaban en la ruta. Estos bombardeos sí tuvieron más éxitos que sus predecesores y juntos hicieron que Laos fuese el país más bombardeado de la Historia, pero tampoco lograron detener el flujo de hombres y material que corría hacia el Sur.
Aparatos de ciencia ficción para aquel entonces como los sensores para detectar el paso de personas y detectores de sudor fueron diseminados por los caminos de la Ruta y después utilizados para atacar a los vietnamitas; sin embargo esa incipiente tecnología no podía precisar lo que detectaba y en un agotador número de ocasiones las salidas se realizaban contra rebaños de ganado, búfalos o simplemente no eran capaces de ver nada.
Con la llegada al poder de Richard Nixon se llevaron a cabo incursiones armadas dentro de Camboya y Laos. La primera fue un éxito total para los estadounidenses pero no terminó con los puestos del EVN en ese país; la segunda resultó un fracaso mayúsculo.
Aquella vía resultó ser de una enorme dureza. El 20 % de los soldados del Norte murieron en ella, víctimas de la malaria y el agotamiento, muchos más que los producidos por los bombardeos estadounidenses.

## Operación Comando Hunt
La Operation Commando Hunt fue una operación encubierta de interceptación aérea de la Séptima Fuerza Aérea la Fuerza de tarea 77 de la Marina de EE. UU. y que tuvo lugar durante la guerra de Vietnam. La operación comenzó el 11 de noviembre de 1968 y finalizó el 29 de marzo de 1972. El objetivo de la campaña era evitar el tránsito de personal y suministros del Ejército Popular de Vietnam (PAVN) en el corredor logístico conocido como el Sendero Ho Chi Minh que se extendía desde el sudoeste de la República Democrática de Vietnam (Vietnam del Norte) a través de la porción sureste del Reino de Laos y hacia la República de Vietnam (Vietnam del Sur).
A raíz de la Ofensiva del Tet, Vietnam del Norte mostró intenciones de expandir y modernizar su esfuerzo logístico. La cantidad de suministros y de personal de mantenimiento se había reducido principalmente debido al aumento del uso de transporte fluvial motorizado y de equipo de construcción mecanizado. La CIA estimaba que durante ese año el Grupo 559 usaba 20 bulldozers, 11 motoniveladoras, tres trituradoras de rocas, y dos rodillos de vapor para el mantenimiento de los nuevos caminos construidos.
Al menos 43 000 norvietnamitas o laotianos (muchos de los cuales fueron obligados a enrolarse) fueron empleados para operar, mejorar o extender el Sistema. En 1969, 433 000 toneladas de artillería fueron descargadas en Laos. Esto fue possible debido al cierre de la “Operación Rolling Thunder” y el inicio de la “Operación Comando Hunt” en noviembre de 1968. Se liberaron aviones estadounidenses para que realizaran misiones de bombardeo sistemático, y al menos 500 sobrevolaron Laos diariamente. Para finales de 1968, las misiones de bombardeos en el sur de Laos habían incrementado un 300 por ciento, de 4700 incursiones en octubre a 12 800 en noviembre.
Este esfuerzo aéreo de veinticuatro horas fue dirigido por "Operación Igloo White", ejecutado en Nakhon Phanom, Tailandia. Estuvo compuesto de tres partes: cadenas de sensores acústicos y sísmicos lanzados desde el aire que recogían inteligencia en el camino; las computadoras en el Centro de Colección de Inteligencia (CCI) en Tailandia que recopilaban la información y predijeron rutas y velocidades de convoy; y una aeronave de control y retransmisión aerotransportada que recibió las señales de los sensores y las aeronaves enrutadas a los objetivos según lo indicado por el ISC.
Este esfuerzo fue respaldado por los equipos de reconocimiento MACV-SOG, quienes, además de llevar a cabo misiones de evaluación de daños por reconocimiento, interceptación y escucha de bombas para "Comando Caza", también colocaron sensores a mano para la operación "Igloo White". La interdicción de personal fue abandonada a principios de 1969. El sistema de sensores no era lo suficientemente sofisticado para detectar al enemigo, por lo que se abandonó el esfuerzo hasta la "Operación Island Tree" a fines de 1971. Una revelación para los analistas de inteligencia estadounidenses a fines de 1968 fue el descubrimiento de un oleoducto que corre hacia el suroeste desde el puerto norteño de Vinh.